# Malonšići
Malonšići (arh. Malončići) su bili jedno staro pleme koje je živjelo na prostoru Zagarča, Komana i Bjelopavlića na prostoru današnje Crne Gore, o kojima nema mnogo podataka, srodnici Mataruga, Macura i Bukumira. Ime ovog izumrlog plemena je sačuvano u nazivu današnjeg zagaračkog sela Melenza. Kako je crnogorska tradicija upamtila ponajviše Španje kao najstariji narod s tla Crne Gore, vjerovalo se da su Malonšići bili samo plemenski izdanak španjskoga naroda. Malonšići se mogu pohvaliti da su bili jedina crnogorska zadruga koja je nastala direktno na ruševinama iliro-vlaškoga plemena. 
Malonšići su nastali miješanjem prvih slavenskih doseljenika, Lužana, s prastarim poromanjenim ilirskim starosjediocima plemena Melenze u blizini grada Duklje. Crnogorski etnolog iz Bjelopavlića Petar Šobajić koji je plemena detaljno proučavao početkom XX. stoljeća pretpostavlja o Malonšićima:
1411. godine je prvi spomen Malonšića. Dubrovačka Republika se žali gospođi Jeleni, kćerki kneza Lazara i majki Balše III., što su udružene bande iz Bjelopavlića, Ozrinića, Maznića i Malonšića napale i popljačkale raguzijanski karavan s vlastelom i trgovcima koji se vraćao iz Srbije preko Zete i oteli od njih sve srebro, konje i oružje.
1452. godine Malonšići se priključuju Stefanu Crnojeviću u borbi za vlast nad Zetom odnosno Crnom Gorom protiv srbijanskoga despota Đurđa Brankovića. U kotorskim spomenicima prvi spomen datira iz 1432. godine, javlja se prezime u obliku Malončić, a 1446. u pravom Malonšići, te se tih godina javljaju i u mletačkim izvorima, kao prezimena i nazivi za lokaciju. 1435. godine u Smederevu jedan od potpisnika mira između srpskoga despota Đurđa Brankovića i Venecijanske Republike u njihovom ratu oko Zete, očevidac je izvijesni Petar Malončić. U doba Stefana I. Crnojevića spominju se 1455. godine na Vranjini, među selima u ugovoru mletačkoga protektorata, te 1460. godine zajedno s Pješivcima, Bjelopavlićima i Lužanima. U dubrovačkom arhivu postoji i oblik Malonjšiki, a na poveljama Đurđa Crnojevića iz 1492. i 1494. godine je potpistan neki Stjepan Malonšić, u prvoj povelji dobivajući od vladara neke ranije posjede Baločevića i Grubičevića.
Turski defter iz 1521. godine otkriva uvođenje zasebne Nahije Malonšići, koja je u sebi imala 14 zagaračkih i bjelopavlićkih sela i mahala s ukupno 150 kuća. Defter iz 1523. godine opisuje malonšićku nahiju detaljnije, navodi da je u njoj ukupno bilo 140 kuća u 5 sela i 11 mahala. Sela su: Malonšići, Crmljani, Kosići, Kalođurđevići i Zagreda, a od navedenih mahala Jednoši, Lužnica, Bjeločani i Bogišići. U samom selu Malonšićima, zajedno sa zaseokom Vranićima, gdje su sami Malonšići opstali u periodu demografskih promjena koje dovode srpski uskoci od najezde Turaka, bilo je 13 kuća, 5 punih i 10 praznih baština. Po istom defteru u Malonšićima se nalazi jedan osobni čiftluk hodže Alije, hatiba iz Podgorice. Jednoši su imali tada 6 kuća i 3 baštine, a jednu od baština, koja je bila manastirski posjed, je obrađivao srpski pop Vukosav, odnosno njegova porodična zadruga, u ime kaluđera Simeona. Bogišići su 1521. godine imali 17 kuća i 18 baština, a 1523. 13 kuća, 3 pune i 6 praznih baština. 
U kotorskim arhivima postoje četiri spomena Malonšića. Prvi je iz 1432. godine, kada u svom testamentu posljednji knez samostalnoga Kotora Pavle Bućov Buća prvorođenom sinu Dapka Malončića zavješta 14 perpera. Drugi je iz 1446. godine, kada Ivan ili Živko Bogonja od Malonšića određuje trojicu Kotorana za svoje punomoćnike, Ostoju Dobrinova, Trifuna Zagurovića i Leonarda Avgustinova de Eskulo. Posljednja dva su iz 1459. godine, kada se kći pokojnoga Grupca Bogišića iz Malonšića u Zeti Stojislava obavezuje na osmogodišnju službu kod gospodina Nikole Lukina Truna u Veneciji, a njezina sestra Katarina kod Delfina Delfino. Po ugovoru Stojisava mora biti pristojno hranjena i obučena i da joj se isplati plata u iznosu od 9 zlatnih dukata. Grubac Bogišić, a možda i Živko BOgonja, su osnivači sela Bogišića.